# Tiosa
Tiosa ou Tivsa est une ville du district d'Amravati dans l'État du Maharashtra en Inde. 
Selon le recensement de l'Inde de 2011, la localité compte une population de 12 486 habitants.
Tiosa se situe à 21°5′10″N 78°3′50″E. Elle est à une altitude de 306m.